# 周智光
周智光（生年不详，卒于大历二年正月十三甲子；即公元？—767年2月16日），籍贯不详，唐朝同华节度使。为人桀骜不驯，与同僚不和，屡次擅自谋害朝廷命官，劫掠贡物。后阴谋发动叛乱，最后众叛亲离，被帐下部将所斩而失败。

## 生平

### 早年与初仕
周智光出身卑贱，因而其籍贯、先世都付之阙如。早年因其骑射本领，从军任俾将。鱼朝恩任观军容使出镇陕州时，周为其部将，与他十分亲近。后鱼朝恩屡次在代宗面前为他请赏，累封华州刺史、同华节度使及潼关防御使、检校工部尚书、兼御史大夫。

### 居功擅杀
永泰元年九月（765年），仆固怀恩再次引回纥、吐蕃、吐谷浑、党项、奴剌等部数十万人入侵唐朝内地。九月己酉，为防备入侵，关中地区调整军事部署，周智光屯同州。九月底，周智光在澄城北部大破吐蕃军，缴获大量驼马军资。随后，北逐败军至鄜州。周智光先前就与鄜坊节度使杜冕不和。恰逢杜冕驻屯坊州，而家属安置在鄜州。因此，周智光军至鄜州后，擅杀鄜州刺史张麟，阬杀杜冕家属八十一口。又焚烧坊州屋舍三千余间。十月底，周智光回京报捷，宿两夜后返回。此次返京，朝廷并未就擅杀一事处置周智光。因此周智光返回之后，代宗顿生悔意。周智光返回华州之后，日益骄横，抗诏不朝。无奈，朝廷只能命杜冕使梁州避仇。周智光获知后，仍派兵希望在商山截获杜冕，未果。

### 抗命谋叛
自鄜坊专杀一事之后，朝廷将周智光视为祸患。周智光自知罪重，为求自保招揽亡命之徒至数万，又纵其劫掠以笼络他们。因同华二州是进出关中的主要通道，周智光借地利多次劫掠来往货物。运往关中的转漕米两万石一次就被他悉数劫走。至于各藩镇进奉的贡物，周智光常截杀监运使者，夺取货物。一次，淮南节度使崔圆自淮南携方物入朝觐见，半数方物被其截留。
大历元年十二月中，他先是杀了正服丧的前任虢州刺史、兼御史中丞庞充。后于二十二日（767年1月26日），又擅杀了陕州监军张志斌。周智光与邻近的陕州刺史皇甫温也不和。
当时，张志斌路过华州进京奏事，周智光很轻慢地招待他。张志斌因而责备周智光，引得周智光大怒，呵斥道：“仆固怀恩先前哪曾有谋反之意，都是你们这些宦官监军作福作威的结果，以致不敢入朝。我也本不想谋反，但今天就因你而起了。”于是，命人斩了张志斌，教手下分食其肉。其后各州进京赶考的士子因畏惧周智光，都偷偷地改道同州。周智光派部将在乾坑店拦截，很多人都死于非命。
二十七日戊申（1月30日），朝廷为安抚周智光，下诏加封其为检校尚书左仆射，派中使余元仙宣诏。在余元仙面前，周智光对此非常不满，认为朝廷应该加封自己宰相头衔同平章事，还要求控制陕、虢、商、鄜、坊五州，说自己的儿子们都是能拉二百斤弓的万人敌、出将入相之材，并历数朝中大臣过失，甚至说自己“夜眠不敢舒足，恐踏破长安城”，妄图“挟天子以令诸侯”。

### 事败被杀
大历二年元月初六丁巳（767年2月9日），代宗密诏关内河东副元帅郭子仪率兵讨伐周智光，允许其便宜行事。因为当时由京兆府通往河东的两个主要关口——潼关与蒲津关，都在周智光防区之内。所以，传诏颇费了一番周折。代宗先召郭子仪的女婿工部侍郎赵纵，口授机密。赵纵再将密诏写在帛上，内藏蜡丸之中，最后交由家童从小路到河中府，送至郭子仪手中。郭子仪旋即命部将浑瑊、李怀光驻军于渭水沿岸。智光军中将士听闻之后，都怀有贰心。
正月初八，周智光大将李汉惠率同州所领部众向郭子仪投降。十一日，贬周智光为澧州刺史，散官勋封不变，允许一百人随身。十三日（2月16日），华州牙将姚怀、李延俊杀周智光，献上首级及周智光二子周元耀、周元干。十六日，于皇城南街将周智光枭首，将二子腰斩示众。同时伏诛的还有判官监察御史邵贲、都虞侯蒋罗汉。余党分别定罪。

## 正史记载
在两部正史《旧唐书》与《新唐书》中，周智光都有传。其中《旧唐书》评论：“智光逆子。”另《新唐书》将其列为“叛臣”，与仆固怀恩、梁崇义、李怀光、陈少游和李锜合传。

## 家庭
其中二子姓名于史有载：
- 周元耀
- 周元幹